# Медичи, Анхель
А́нхель Сегундо Ме́дичи (исп. Ángel Segundo Médici; 20 декабря 1897, Буэнос-Айрес — 9 августа 1971, Буэнос-Айрес) — аргентинский футболист, полузащитник.

## Карьера
Анхель Медичи начал карьеру в клубе «Сан-Тельмо» в 1915 году. В 1918 году футболист перешёл в «Атланту», где играл до 1921 года. В 1922 году Медичи стал игроком «Боки Хуниорс». 23 марта он дебютировал в основном составе команды в матче со «Спортиво» из Док-Суд (2:1). В следующем году он помог команде выиграть Кубок Славы Коусиньер 1920, финальный матч которого прошёл в 1923 году и Кубок Ибаргурена. В том же сезон «Бока» выиграла чемпионат Аргентины. За годы в команде Медичи победил ещё в трёх розыгрышах первенств страны. В 1925 году Медичи победил в Кубке Компетенсия Жокей Клуб, а в 1927 году в Кубке Эстимуло 1926. Анхель играл за «Хунирс» до 1930 года, проведя 185 матчей и забив 2 гола. Последний матч за клуб футболист сыграл 6 января 1931 года против «Архентино» из Банфилда. 
В составе сборной Аргентины Медичи дебютировал 23 марта 1919 года, выступив за вторую команду против первой. 15 октября 1922 года он сыграл первый официальный матч за национальную команду против Бразилии (0:2) на чемпионате Южной Америки. В 1923 году Медичи в составе сборной выиграл Кубок Чести Уругвая, а затем Кубок Рока. Годом позже он выиграл Кубок Шевалье Бутеля. В 1925 году Анхель со сборной поехал на чемпионат Южной Америки. На турнире он провёл все четыре матча. В 1928 году Медичи со сборной отправился на Олимпиаду, где сыграл все матчи. Аргентина дошла до финала, но там проиграла Уругваю. Всего за национальные команды Анхель провёл 52 матча. Последний матч за Аргентину Медичи сыграл 4 апреля 1928 года против объединённой команды клубов «Атлетико Мадрид» и «Расинг Мадрид».

## Статистика

### Клубная
| Сезон | Клуб         | Лига    | Чемпионат | Чемпионат | Кубок | Кубок |
| Сезон | Клуб         | Лига    | Игры      | Голы      | Игры  | Голы  |
| ----- | ------------ | ------- | --------- | --------- | ----- | ----- |
| 1922  | Бока Хуниорс | Примера | 12        | 0         | —     | —     |
| 1923  | Бока Хуниорс | Примера | 34        | 1         | 2     | 0     |
| 1924  | Бока Хуниорс | Примера | 18        | 0         | 1     | 0     |
| 1925  | Бока Хуниорс | Примера | 6         | 0         | 5     | 0     |
| 1926  | Бока Хуниорс | Примера | 23        | 1         | 1     | 0     |
| 1927  | Бока Хуниорс | Примера | 29        | 0         | —     | —     |
| 1928  | Бока Хуниорс | Примера | 32        | 0         | —     | —     |
| 1929  | Бока Хуниорс | Примера | 0         | 0         | 17    | 0     |
| 1930  | Бока Хуниорс | Примера | 5         | 0         | 0     | 0     |

1. ↑  В графу «Кубок» входят матчи Кубка Славы Коусиньер, Кубка Ибаргурена, Кубка Конкуренции Жокей Клуб, Кубка Эстимуло

### Международная

#### Аргентина
| Матчи Анхеля Медичи за сборную Аргентины | Матчи Анхеля Медичи за сборную Аргентины | Матчи Анхеля Медичи за сборную Аргентины | Матчи Анхеля Медичи за сборную Аргентины | Матчи Анхеля Медичи за сборную Аргентины | Матчи Анхеля Медичи за сборную Аргентины | Матчи Анхеля Медичи за сборную Аргентины |
| ---------------------------------------- | ---------------------------------------- | ---------------------------------------- | ---------------------------------------- | ---------------------------------------- | ---------------------------------------- | ---------------------------------------- |
| №                                        | Дата                                     | Место проведения                         | Оппонент                                 | Счёт                                     | Голы                                     | Турнир                                   |
| 1                                        | 15 октября 1922                          | Рио-де-Жанейро                           | Бразилия                                 | 0:2                                      | —                                        | Чемпионат Южной Америки                  |
| 2                                        | 18 октября 1922                          | Рио-де-Жанейро                           | Парагвай                                 | 2:0                                      | —                                        | Чемпионат Южной Америки                  |
| 3                                        | 22 октября 1922                          | Сан-Паулу                                | Бразилия                                 | 1:2                                      | —                                        | Кубок Рока                               |
| 4                                        | 28 октября 1922                          | Сан-Паулу                                | Паулистано                               | 1:4                                      | —                                        | Товарищеский матч                        |
| 5                                        | 12 ноября 1922                           | Монтевидео                               | Уругвай                                  | 0:1                                      | —                                        | Кубок Липтона                            |
| 6                                        | 10 декабря 1922                          | Монтевидео                               | Уругвай                                  | 0:1                                      | —                                        | Кубок Чести Уругвая                      |
| 7                                        | 17 декабря 1922                          | Буэнос-Айрес                             | Уругвай                                  | 2:2                                      | —                                        | Кубок Ньютона                            |
| 8                                        | 30 сентября 1923                         | Монтевидео                               | Уругвай                                  | 2:0                                      | —                                        | Кубок Чести Уругвая                      |
| 9                                        | 29 октября 1923                          | Монтевидео                               | Парагвай                                 | 4:3                                      | —                                        | Чемпионат Южной Америки                  |
| 10                                       | 18 ноября 1923                           | Монтевидео                               | Бразилия                                 | 2:1                                      | —                                        | Чемпионат Южной Америки                  |
| 11                                       | 2 декабря 1923                           | Монтевидео                               | Уругвай                                  | 0:2                                      | —                                        | Чемпионат Южной Америки                  |
| 12                                       | 3 декабря 1923                           | Буэнос-Айрес                             | Бразилия                                 | 6:0                                      | —                                        | Кубок Дружбы Бразилии и Аргентины        |
| 13                                       | 9 декабря 1923                           | Рио-де-Жанейро                           | Бразилия                                 | 2:0                                      | —                                        | Кубок Рока                               |
| 14                                       | 15 мая 1924                              | Педро-Хуан-Кабальеро                     | Парагвай                                 | 3:1                                      | —                                        | Кубок Шевалье Бутеля                     |
| 15                                       | 18 мая 1924                              | Педро-Хуан-Кабальеро                     | Парагвай                                 | 1:2                                      | —                                        | Кубок Шевалье Бутеля                     |
| 16                                       | 19 июня 1924                             | Буэнос-Айрес                             | Аргентина-В                              | 4:1                                      | —                                        | Товарищеский матч                        |
| 17                                       | 22 июня 1924                             | Буэнос-Айрес                             | Плимут Аргайл                            | 0:1                                      | —                                        | Товарищеский матч                        |
| 18                                       | 13 июля 1924                             | Буэнос-Айрес                             | Плимут Аргайл                            | 0:1                                      | —                                        | Товарищеский матч                        |
| 19                                       | 21 сентября 1924                         | Монтевидео                               | Уругвай                                  | 1:1                                      | —                                        | Товарищеский матч                        |
| 20                                       | 28 сентября 1924                         | Буэнос-Айрес                             | Уругвай                                  | 0:0                                      | —                                        | Товарищеский матч                        |
| 21                                       | 2 октября 1924                           | Буэнос-Айрес                             | Уругвай                                  | 2:1                                      | —                                        | Товарищеский матч                        |
| 22                                       | 12 октября 1924                          | Монтевидео                               | Парагвай                                 | 0:0                                      | —                                        | Чемпионат Южной Америки                  |
| 23                                       | 25 октября 1924                          | Монтевидео                               | Чили                                     | 2:0                                      | —                                        | Чемпионат Южной Америки                  |
| 24                                       | 2 ноября 1924                            | Монтевидео                               | Уругвай                                  | 0:0                                      | —                                        | Чемпионат Южной Америки                  |
| 25                                       | 16 ноября 1924                           | Санта-Фе                                 | сборная Санта-Фе                         | 1:1                                      | —                                        | Товарищеский матч                        |
| 26                                       | 5 ноября 1925                            | Буэнос-Айрес                             | Аргентина-В                              | 1:1                                      | —                                        | Товарищеский матч                        |
| 27                                       | 18 ноября 1925                           | Буэнос-Айрес                             | Аргентина-В                              | 2:1                                      | —                                        | Товарищеский матч                        |
| 28                                       | 22 ноября 1925                           | Буэнос-Айрес                             | Аргентина-В                              | 1:0                                      | —                                        | Товарищеский матч                        |
| 29                                       | 29 ноября 1925                           | Буэнос-Айрес                             | Парагвай                                 | 2:0                                      | —                                        | Чемпионат Южной Америки                  |
| 30                                       | 13 декабря 1925                          | Буэнос-Айрес                             | Бразилия                                 | 4:1                                      | —                                        | Чемпионат Южной Америки                  |
| 31                                       | 20 декабря 1925                          | Буэнос-Айрес                             | Парагвай                                 | 3:1                                      | —                                        | Чемпионат Южной Америки                  |
| 32                                       | 25 декабря 1925                          | Буэнос-Айрес                             | Парагвай                                 | 2:2                                      | —                                        | Чемпионат Южной Америки                  |
| 33                                       | 9 июля 1926                              | Буэнос-Айрес                             | Эспаньол                                 | 2:2                                      | —                                        | Товарищеский матч                        |
| 34                                       | 1 октября 1926                           | Буэнос-Айрес                             | Чакарита Хуниорс                         | 3:1                                      | —                                        | Товарищеский матч                        |
| 35                                       | 16 октября 1926                          | Сантьяго                                 | Боливия                                  | 5:0                                      | —                                        | Чемпионат Южной Америки                  |
| 36                                       | 20 октября 1926                          | Сантьяго                                 | Парагвай                                 | 8:0                                      | —                                        | Чемпионат Южной Америки                  |
| 37                                       | 24 октября 1926                          | Сантьяго                                 | Уругвай                                  | 0:2                                      | —                                        | Чемпионат Южной Америки                  |
| 38                                       | 31 октября 1926                          | Сантьяго                                 | Чили                                     | 1:1                                      | —                                        | Чемпионат Южной Америки                  |
| 39                                       | 9 июля 1927                              | Буэнос-Айрес                             | Реал Мадрид                              | 0:0                                      | —                                        | Товарищеский матч                        |
| 40                                       | 29 августа 1927                          | Буэнос-Айрес                             | Уругвай                                  | 0:1                                      | —                                        | Кубок Липтона                            |
| 41                                       | 3 марта 1928                             | Буэнос-Айрес                             | Аргентина-В                              | 2:0                                      | —                                        | Товарищеский матч                        |
| 42                                       | 1 апреля 1928                            | Лиссабон                                 | Португалия                               | 0:0                                      | —                                        | Товарищеский матч                        |
| 43                                       | 4 апреля 1928                            | Мадрид                                   | Атлетико Мадрид/Расинг Мадрид            | 2:0                                      | —                                        | Товарищеский матч                        |

#### Аргентина-В
| Матчи Анхеля Медичи за сборную Аргентины-В | Матчи Анхеля Медичи за сборную Аргентины-В | Матчи Анхеля Медичи за сборную Аргентины-В | Матчи Анхеля Медичи за сборную Аргентины-В | Матчи Анхеля Медичи за сборную Аргентины-В | Матчи Анхеля Медичи за сборную Аргентины-В | Матчи Анхеля Медичи за сборную Аргентины-В |
| ------------------------------------------ | ------------------------------------------ | ------------------------------------------ | ------------------------------------------ | ------------------------------------------ | ------------------------------------------ | ------------------------------------------ |
| №                                          | Дата                                       | Место проведения                           | Оппонент                                   | Счёт                                       | Голы                                       | Турнир                                     |
| 1                                          | 23 марта 1919                              | Авельянеда                                 | Аргентина                                  | 2:4                                        | —                                          | Товарищеский матч                          |
| 2                                          | 12 мая 1923                                | Буэнос-Айрес                               | Аргентина                                  | 1:2                                        | —                                          | Товарищеский матч                          |
| 3                                          | 12 октября 1923                            | Буэнос-Айрес                               | Аргентина                                  | 1:2                                        | —                                          | Товарищеский матч                          |
| 4                                          | 18 августа 1927                            | Буэнос-Айрес                               | Аргентина                                  | 0:2                                        | —                                          | Товарищеский матч                          |

#### Аргентина (олимпийская)
| Матчи Анхеля Медичи за олимпийскую сборную Аргентины | Матчи Анхеля Медичи за олимпийскую сборную Аргентины | Матчи Анхеля Медичи за олимпийскую сборную Аргентины | Матчи Анхеля Медичи за олимпийскую сборную Аргентины | Матчи Анхеля Медичи за олимпийскую сборную Аргентины | Матчи Анхеля Медичи за олимпийскую сборную Аргентины | Матчи Анхеля Медичи за олимпийскую сборную Аргентины |
| ---------------------------------------------------- | ---------------------------------------------------- | ---------------------------------------------------- | ---------------------------------------------------- | ---------------------------------------------------- | ---------------------------------------------------- | ---------------------------------------------------- |
| №                                                    | Дата                                                 | Место проведения                                     | Оппонент                                             | Счёт                                                 | Голы                                                 | Турнир                                               |
| 1                                                    | 29 мая 1928                                          | Амстердам                                            | США                                                  | 11:2                                                 | —                                                    | Олимпиада                                            |
| 2                                                    | 2 июня 1928                                          | Амстердам                                            | Бельгия                                              | 6:3                                                  | —                                                    | Олимпиада                                            |
| 3                                                    | 6 июня 1928                                          | Амстердам                                            | Египет                                               | 6:0                                                  | —                                                    | Олимпиада                                            |
| 4                                                    | 10 июня 1928                                         | Амстердам                                            | Уругвай                                              | 1:1                                                  | —                                                    | Олимпиада                                            |
| 5                                                    | 13 июня 1928                                         | Амстердам                                            | Уругвай                                              | 1:2                                                  | —                                                    | Олимпиада                                            |

## Достижения
- Обладатель Кубка Славы Коусиньер: 1920
- Чемпион Аргентины: 1923, 1924, 1926, 1930
- Обладатель Кубка Ибаргурена: 1923, 1924
- Обладатель Кубка Чести Уругвая: 1923
- Обладатель Кубка Рока: 1923
- Обладатель Кубка Шевалье Бутеля: 1924
- Обладатель Кубка Компетенсия Жокей Клуб: 1925
- Чемпион Южной Америки: 1925
- Обладатель Кубка Эстимуло: 1926